# Kronomagasinet, Borgholm
Kronomagasinet, Borgholm var Ölands enda kronomagasin och fungerade som sådant till omkring 1870. Därefter övergick magasinet i privat ägo och användes bland annat som upplag för öl och salt. 1977 förvärvades byggnaden av Borgholms kommun.
Byggnaden är uppförd av kalksten i tre våningar, putsat och avfärgat i gråvitt. Taket är klätt med plåt. Fasader och tak renoverades 1984.

## Källa
- Riksantikvarieämbetet